# Gerasimo I di Costantinopoli
Gerasimo I (Filadelfia, ... – 19 aprile 1321) è stato il Patriarca ecumenico di Costantinopoli tra il 1320 e il 1321.
Nacque a Filadelfia. Divenne abate del prestigioso monastero dei Mangani di Costantinopoli. Fu eletto patriarca in età avanzata e morì il giorno di Pasqua, il 19 aprile 1321.